# The Diary of River Song
The Diary of River Song es una serie de reproducción de audio de Big Finish Productions. Alex Kingston repite su personaje River Song de la serie de televisión Doctor Who.

## Antecedentes
La serie es una de las primeras en presentar elementos destacados de la era revivida (2005 en adelante) del programa; el personaje de River Song se presentó en "Silence in the Library" (2008) como una viajera en el tiempo con una misteriosa conexión con el Décimo Doctor, que no la reconoce. The Rulers of the Universe, el cuarto episodio de la Serie 1, ve a River cruzarse con el Octavo Doctor, una encarnación aún más joven. River aparecería, nuevamente, junto al Octavo Doctor comenzando con Doom Coalition 2 y concluyendo en Doom Coalition 4.
La segunda serie de The Diary of River Song presenta encuentros con el Sexto y el Séptimo Doctor. La tercera serie, anunciada en septiembre de 2017, presenta un encuentro con el Quinto Doctor con Frances Barber retomando su papel de Madame Kovarian.
Anunciado en octubre de 2017, Big Finish confirmó que River Song regresaría para una cuarta y quinta serie que se lanzaría en 2018 y 2019 respectivamente. La cuarta serie presenta un encuentro con el Cuarto Doctor; mientras que la quinta serie presenta encuentros con múltiples versiones de The Master.
Big Finish renovó posteriormente The Diary of River Song en octubre de 2018, para otras dos series más (la sexta y la séptima) que se lanzarán en 2019 y 2020. En agosto de 2020, la serie se confirmó como renovada para su octava temporada. Big Finish Productions reveló en julio de 2021 una novena serie, que unirá a River con el Tercer Doctor, UNIT y Liz Shaw, debutaría en octubre de 2021. Big Finish reveló una décima serie en marzo de 2022 para debutar en julio de 2022.

## Personajes
- Alex Kingston como River Song
- Paul McGann como The Doctor (Temporada 1)
- Sylvester McCoy y Colin Baker como The Doctor (Temporada 2)
- Peter Davison como The Doctor (Temporada 3)
- Tom Baker como The Doctor (Temporada 4)
- Tim Treloar como The Doctor (Temporadas 6 y 9)
- David Bradley como The Doctor (Temporada 6)
- David Tennant como The Doctor (Temporada 8)
- Salome Haertel como Rachel Burrows (Temporada 2 y 8)
- Timothy Blore como Luke Sullierman (Temporadas 5 y 7)
- Alexander Vlahos como Bertie Potts
- Joanna Horton y Nina Toussaint-White como Brooke
- Frances Barber como Madame Kovarian
- Michelle Gomez como Missy
- Geoffrey Beevers, Eric Roberts y Derek Jacobi como The Master
- Claudia Grant como Susan Foreman
- Jamie Glover como Ian Chesterton
- Jemma Powell como Barbara Wright
- Ralph Watson como Captain Knight
- Christopher Benjamin como Henry Gordon Jago
- John Leeson como K9
- Jane Slavin como Anya Kingdom
- Joe Sims como Mark Seven
- Jon Culshaw como The Brigadier y The Master
- Daisy Ashfors como Liz Shaw
- Mimî M. Khayisa como Other River Song
- Harry Peacock como Proper Dave
- Isla Blair como Older Mary Mortimer
- Wendy Craig como Older Maddie Mortimer
- Jemima Rooper como Mary Mortimer